# Вал ди Сур-Сан Микеле (Бреша)
Вал ди Сур-Сан Микеле је насеље у Италији у округу Бреша, региону Ломбардија.
Према процени из 2011. у насељу је живело 341 становника. Насеље се налази на надморској висини од 370 м.